# Bad Segeberg
Bad Segeberg is een gemeente in de Duitse deelstaat Sleeswijk-Holstein en is de Kreisstadt van de Kreis Segeberg. De plaats telt 17.641 inwoners.
De stad ontstond in de 12e eeuw en ligt centraal tussen de Hanzesteden Lübeck en Hamburg en de hoofdstad van de deelstaat: Kiel. In 1137 werd er een burcht gebouwd.
Jaarlijks vindt in Bad Segeberg een Karl May-festival plaats.

## Geografie
Bad Segeberg ligt nabij de westelijke rand van het Oostholsteinische heuvelland. Aan de westzijde wordt het grondgebied begrensd door de Trave, aan de noordzijde door de Ihlsee en de aangrenzende bossen, in het noordoosten door de Großer Segeberger See. In het zuiden grenst Bad Segeberg aan de dorpen Högersdorf en Klein Gladebrügge.
Geologisch is het gebied rond Bad Segeberg bijzonder omdat het het enige karstgebied van Sleeswijk-Holstein is. De grondverzakkingen in de buurt van de stad zijn daarvan een gevolg. Vroeger bevonden er zich ook dolinen, maar die zijn ondertussen opgevuld. Aan de voet van de Kalkberg is de Kleine Segeberger See een ondergelopen grondverzakking.
Die Kalkberg is met zijn in 1913 ontdekte grotten het meest opvallende element van het karstgebied. Het is een belangrijke woonplaats voor vleermuizen. Men vindt er ook als enige plaats ter wereld de Choleva septentrionis holsatica, een grottenkever.
In het westen ligt de Segeberger Heide, met uitgestrekte bossen waarin vroeger veel wild voorkwam.

## Partnersteden
- Riihimäki (Finland), sinds 1954
- Kiryat Motzkin (Israel), sinds 1984
- Teterow (Duitsland), sinds 1990
- Võru (Estland), sinds 1991
- Złocieniec (Polen), sinds 1995

## Geboren
- Alexander Holtmann (1978), acteur
- Karsten Januschke (1980), dirigent
- Mona Barthel (1990), tennisster
- Janek Sternberg (1992), voetballer

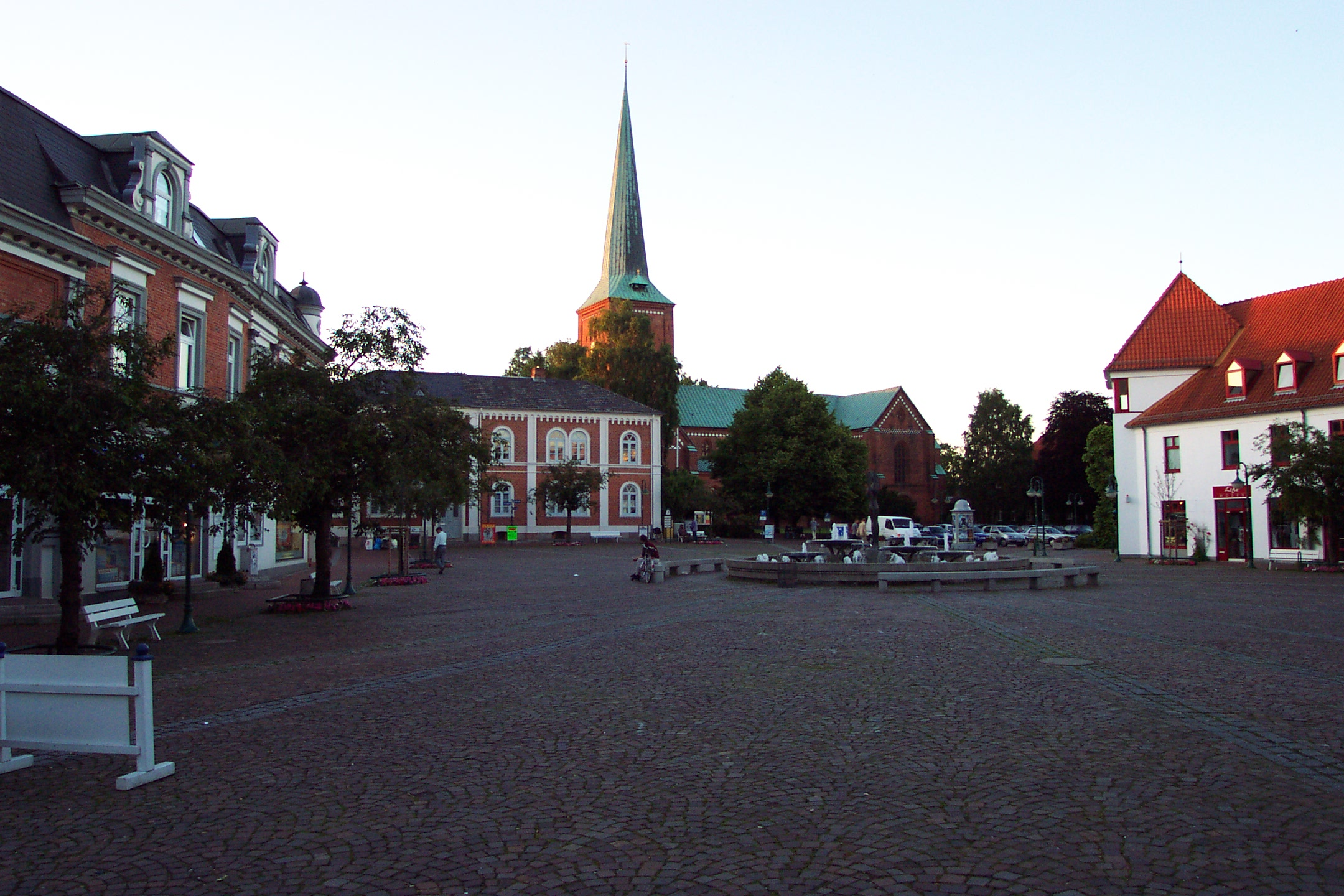
Marktplein van Bad Segeberg

- Jann-Fiete Arp (2000), voetballer

Alveslohe ·
Armstedt ·
Bad Bramstedt ·
Bad Segeberg ·
Bahrenhof ·
Bark ·
Bebensee ·
Bimöhlen ·
Blunk ·
Boostedt ·
Bornhöved ·
Borstel ·
Bühnsdorf ·
Daldorf ·
Damsdorf ·
Dreggers ·
Ellerau ·
Fahrenkrug ·
Föhrden-Barl ·
Fredesdorf ·
Fuhlendorf ·
Geschendorf ·
Glasau ·
Gönnebek ·
Groß Kummerfeld ·
Groß Niendorf ·
Groß Rönnau ·
Großenaspe ·
Hagen ·
Hardebek ·
Hartenholm ·
Hasenkrug ·
Hasenmoor ·
Heidmoor ·
Heidmühlen ·
Henstedt-Ulzburg ·
Hitzhusen ·
Högersdorf ·
Hüttblek ·
Itzstedt ·
Kaltenkirchen ·
Kattendorf ·
Kayhude ·
Kisdorf ·
Klein Gladebrügge ·
Klein Rönnau ·
Krems II ·
Kükels ·
Latendorf ·
Leezen ·
Lentföhrden ·
Mönkloh ·
Mözen ·
Nahe ·
Negernbötel ·
Nehms ·
Neuengörs ·
Neversdorf ·
Norderstedt ·
Nützen ·
Oering ·
Oersdorf ·
Pronstorf ·
Rickling ·
Rohlstorf ·
Schackendorf ·
Schieren ·
Schmalensee ·
Schmalfeld ·
Schwissel ·
Seedorf ·
Seth ·
Sievershütten ·
Stipsdorf ·
Stocksee ·
Strukdorf ·
Struvenhütten ·
Stuvenborn ·
Sülfeld ·
Tarbek ·
Tensfeld ·
Todesfelde ·
Trappenkamp ·
Travenhorst ·
Traventhal ·
Wahlstedt ·
Wakendorf I ·
Wakendorf II ·
Weddelbrook ·
Weede ·
Wensin ·
Westerrade ·
Wiemersdorf ·
Winsen ·
Wittenborn